# Бандата от Комптън
„Бандата от Комптън“ (на английски: Straight Outta Compton) е американски филм от 2015 г. на режисьора Ф. Гари Грей. Филмът е драматизация на историята на рап групата N.W.A от създаването ѝ през 1986 г. до смъртта на Ийзи-И през 1995 г. Заглавието е взето от едноименните дебютен албум и песен на N.W.A.
На 7 август 2015 г., седмица преди филмът да излезе по кината в САЩ, на пазара е пуснат албумът „Compton“ на Доктор Дре.
В България филмът е показан по време на Sofia Independent Film Festival през 2015 г.

## Сюжет
Филмът разглежа формирането и успехът на хип-хоп групата N.W.A. и нейните членове. Основният акцент е поставен върху Ice Cube, Eazy-E и Доктор Дре, като филмът в посветен на Eazy-E. Освен тях с по-кратки роли са представени и Снууп Дог, Тупак Шакур и Warren G.
Във финалните надписи на филма се появяват и Еминем, 50 Cent и Кендрик Ламар.

## Награди и номинации
| Категория                     | Номиниран(и)                                                | Резултат                    |
| Оскар (28 февруари 2016 г.)   | Оскар (28 февруари 2016 г.)                                 | Оскар (28 февруари 2016 г.) |
| ----------------------------- | ----------------------------------------------------------- | --------------------------- |
| Най-добър оригинален сценарий | Джонатан Хърман, Андреа Берлоф, Ес Лий Савидж и Алън Уенкъс | номинация                   |
| Сателит (21 февруари 2016 г.) |                                                             |                             |
| Най-добър оригинален сценарий | Джонатан Хърман и Андреа Берлоф                             | номинация                   |
| Емпайър (20 март 2016 г.)     |                                                             |                             |
| Най-добър саундтрак           | Най-добър саундтрак                                         | номинация                   |
| Най-добър мъжки дебют         | Джейсън Мичъл                                               | номинация                   |